# Masia del Mig-ull
La Masia del Mig-ull és una masia situada al municipi de Castellnou de Seana a la comarca catalana del Pla d'Urgell.